# La hora de María y el pájaro de oro
 La hora de María y el pájaro de oro es una película de Argentina filmada en Eastmancolor dirigida por Rodolfo Kuhn según el guion de Eduardo Gudiño Kieffer que se estrenó el 28 de agosto de 1975 y que tuvo como actores principales a Leonor Manso, Dora Baret, Arturo Puig y Jorge Rivera López.
También colaboraron en el filme Liliana Sajón en la asesoría antropológica y Susana Chulak en la asesoría psicológica. La película tuvo el título alternativo de La hora del oro. Fue filmada en la ciudad de Corrientes, Empedrado, Goya y Mercedes.

## Sinopsis
Una joven campesina es presa del “pájaro de oro” como lo había sido su madre a quien no conoció.

## Reparto
- Leonor Manso
- Dora Baret
- Arturo Puig
- Jorge Rivera López
- Marta Albertini
- Milagros de la Vega
- Sara Bonet
- Inés Ruiz
- Maruja Pibernat
- Nolo Arias
- Ramón Machuca
- Gregoria Miño
- Martín Deiros
- Claudio Casas
- Chelda Arrieu
- Marta Arrieu

## Comentarios
Agustín Mahieu en La Opinión escribió:

”Un film excelente borra con sugestión las fronteras entre realidad y leyenda…La interpretación de Leonor Manso y Dora Baret es notable.”

La Nación opinó:

”Una especie de magia, casi siempre favorable al espectáculo. Kuhn ha sabido sacar un gran provecho visual a su relato.”

Edmundo Eichelbaum en El Cronista Comercial dijo:

”El trabajo de Kuhn como realizador es honesto…Pero el libro decae a cada momento.”

Manrupe y Portela escriben:

”El realismo mágico mucho antes que el término cayera en el lugar común. A pesar de debilidades en la historia y defectos de realización, por momentos se logra un clima irreal.”